# Jean-Paul Janssen
Jean-Paul Janssen, nació el 10 de julio de 1940 en Saint-Rémy-sur-Avre (Francia) y falleció el 21 de febrero de 1986 en París.
Fue un director, documentalista, periodista y reportero de imagen francés. Es principalmente conocido por las películas de escalada que realizó.
Jean-Paul tenía un hermano gemelo que también fue director y camarógrafo, Jean Pierre Janssen, fallecido el 7 de mayo de 2013. Su hijo Alexandre vive en la isla de la Reunión hasta el día de hoy, al igual que su excompañero Stéphane Moreno.

## Carrera

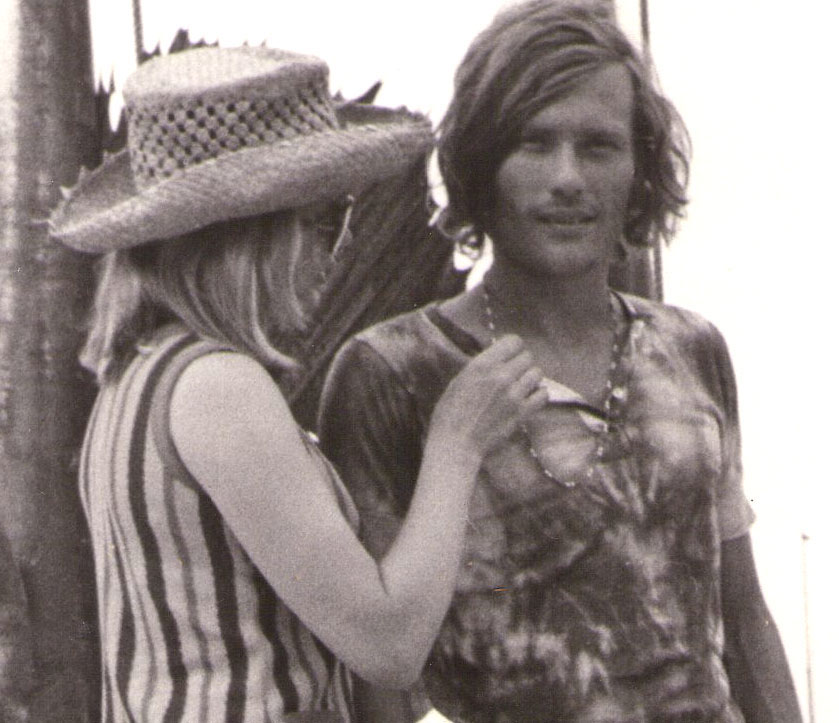
Jean-Paul Janssen con su mujer Edda Sörensen.

En los años 60, Jean-Paul Janssen fue uno de los camarógrafos del espectáculo 5 Columns à la Une.
Durante la guerra de Vietnam, François Chalais consiguió, junto con su hermano Jean-Pierre Janssen, filmar a un piloto estadounidense encarcelado en Hanói, que resultó ser John McCain, futuro candidato republicano en las elecciones presidenciales estadounidenses de 2008.
Filmó Trece días en Francia de Claude Lelouch y François Reichenbach, la película sobre los Juegos Olímpicos de 1968 en Grenoble (Francia), escenario de la caída de un esquiador. Janssen siguió de cerca el casco que volaba hacia el valle, rebotando.
Su mayor decepción: cuando la película El amor de la vida - Artur Rubinstein recibió el Oscar a la mejor película documental en 1970, François Reichenbach fue elogiado por su "cámara en mano", aunque fue Janssen quien rodó prácticamente todas las imágenes de la película (a su nombre le faltaba una 's' en los créditos).

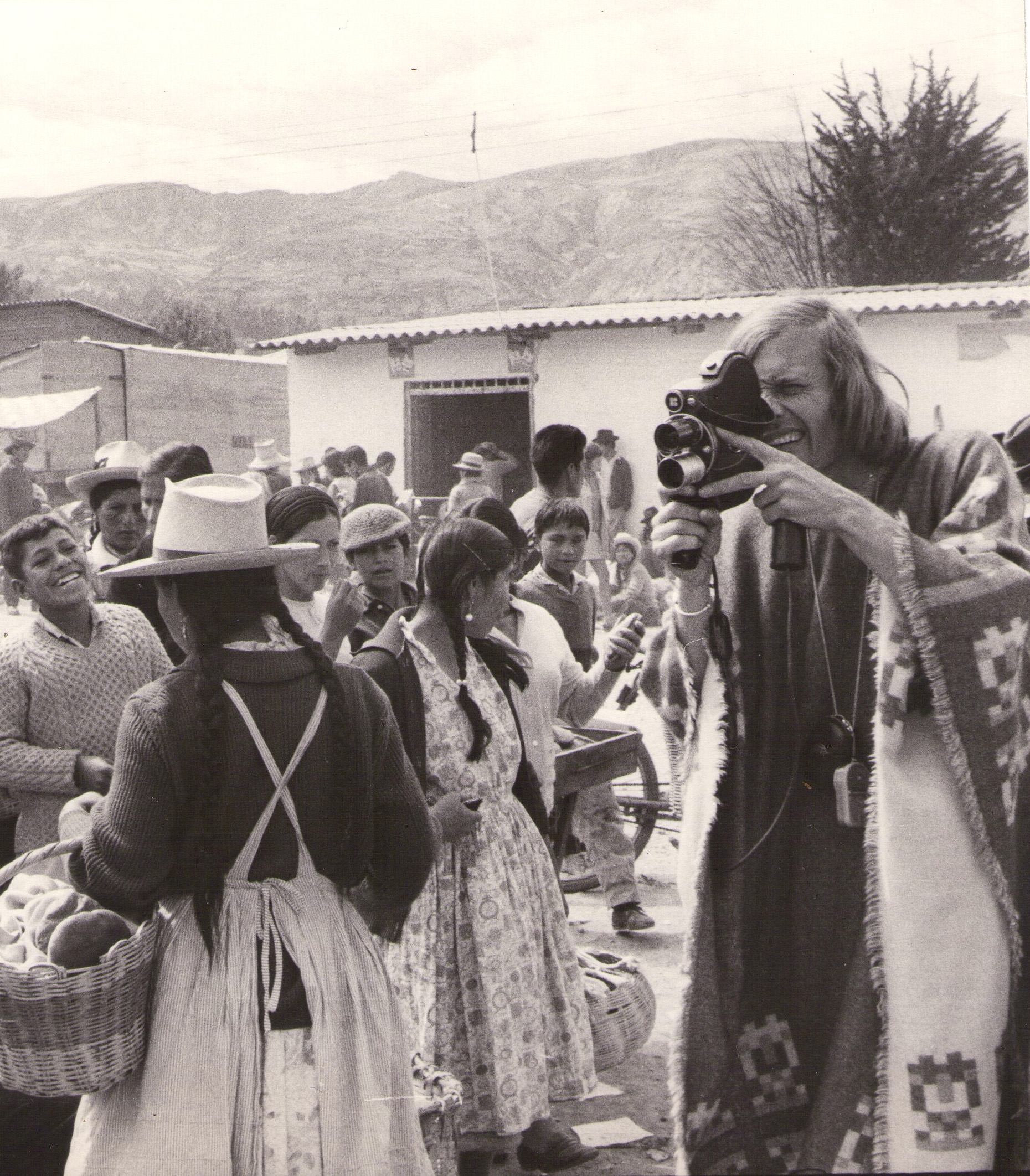
Jean-Paul Janssen en Perú en 1970

Durante el rodaje de Downhill Racer con Robert Redford en Sankt Anton, Austria, conoció a la periodista noruega Edda Sörensen, con quien se casó en junio de 1969. Produjeron juntos el documental Narragansett the Los Angeles-Tahiti Regatta. El patrón del velero era Alain Colas, a quien Serge Gainsbourg dedicó su canción Manureva. Tras la emisión en Canal 2, un crítico de Le Monde calificó esta película de 26 minutos de poema del mar: “¿Te gustó el viejo y el mar? Entonces te encantará el Narragansett. » Dos años más tarde, dirigió Pen Duick III, un documental de 52 minutos sobre la regata transatlántica de Ciudad del Cabo a Río de Janeiro a bordo del velero de Éric Tabarly.
Janssen centró entonces su trabajo en la escalada. Primero firmó una trilogía documental sobre el escalador Patrick Berhault: Overdon (1980), OverIce (1981) y Oversand (1981). Luego dirigió dos películas sobre el escalador francés Patrick Edlinger, Opéra vertical y especialmente La Vie au bout des Fingers (1982), por la que fue nominado al César al mejor cortometraje documental en la novena ceremonia de 1984.
Tras su muerte a causa de un cáncer generalizado, se crearon los Marsiannes, un festival de vídeos de aventuras y descubrimientos deportivos que incluía un concurso de vídeos en homenaje a Jean-Paul Janssen. Los ganadores recibieron un “Janssen”, una pieza única de color blanco chino con fundición de oro, creada por el ceramista Jean Girel.